# Comuna Pohirți, Sambir
Pohirți (în ucraineană Погірці) este o comună în raionul Sambir, regiunea Liov, Ucraina, formată din satele Koniușkî-Korolivski, Koniușkî-Tulîholivski, Krukoveț, Novîi Ostriv și Pohirți (reședința).

## Demografie
Componența lingvistică a comunei Pohirți
     Ucraineană (99,72%)
     Alte limbi (0,14%)
Conform recensământului din 2001, majoritatea populației comunei Pohirți era vorbitoare de ucraineană (99,72%), existând în minoritate și vorbitori de alte limbi.